# Miniopterus griveaudi
Miniopterus griveaudi là một loài dơi trong chi Miniopterus, họ Dơi muỗi được tìm thấy ở Grande Comore và Anjouan trong Comoros và ở phía bắc và phía tây Madagascar. Được mô tả lần đầu tiên vào năm 1959 từ Grande Comore và được xem là một phân loài của loài dơi đại lục châu Phi M. minor, sau đó loài này được đặt chung với loài M. manavi Malagascar. Tuy nhiên, các nghiên cứu về hình thái và phân tử được xuất bản trong năm 2008 và năm 2009 chỉ ra rằng loài M. manavi như được xác định vào thời điểm đó bao gồm năm loài riêng biệt, không liên quan với nhau, và M. griveaudi được xác định lại là một loài hiện diện trên cả ở Madagascar và Comoros.